# Shine Tag Team Championship
Le Shine Tag Team Championship est un championnat de catch féminin par équipe utilisé par la Shine Wrestling (SHINE) et utilisé depuis le 28 février 2014 où Leva Bates (en) et Mia Yim remportent un tournoi pour devenir les premières championnes. Depuis quatre équipes ont détenu ce titre et les ceintures ont été vacantes une fois à cause d'une blessure.

## Historique du titre
Pour désigner la première équipe championne la SHINE organise un tournoi le 28 février 2014 qui oppose huit équipes :
- Allysin Kay et Taylor Made[1]
- Su Yung et Tracy Taylor[1]
- Heidi Lovelace et Solo Darling[1]
- Brandi Wine et Malia Hosaka[1]
- Leva Bates (en) et Mia Yim[1]
- Cherry Bomb et Kimber Lee[1]
- Jessie Belle Smothers (en) et Sassy Stephie (en)[1]
- Christina Von Eerie et MsChif (en)[1]

|  | Quarts de finale                                 | Quarts de finale                                 | Quarts de finale                       | Quarts de finale      |                            |                       | Demi-finales | Demi-finales | Demi-finales | Demi-finales |  |  | Finale | Finale | Finale | Finale |
|  |                                                  |                                                  |                                        |                       |                            |                       |              |              |              |              |  |  |        |        |        |        |
|  |                                                  |                                                  |                                        |                       |                            |                       |              |              |              |              |  |  |        |        |        |        |
|  |                                                  |                                                  |                                        |                       |                            |                       |              |              |              |              |  |  |        |        |        |        |
|  | Allysin Kay et Taylor Made                       | Allysin Kay et Taylor Made                       | Tombé                                  | Tombé                 |                            |                       |              |              |              |              |  |  |        |        |        |        |
|  | Allysin Kay et Taylor Made                       | Allysin Kay et Taylor Made                       | Tombé                                  | Tombé                 |                            |                       |              |              |              |              |  |  |        |        |        |        |
|  | Su Yung et Tracy Taylor                          |                                                  |                                        |                       |                            |                       |              |              |              |              |  |  |        |        |        |        |
|  | Allysin Kay et Taylor Made                       | Allysin Kay et Taylor Made                       | Tombé                                  | Tombé                 |                            |                       |              |              |              |              |  |  |        |        |        |        |
|  | Allysin Kay et Taylor Made                       | Allysin Kay et Taylor Made                       | Tombé                                  | Tombé                 |                            |                       |              |              |              |              |  |  |        |        |        |        |
|  |                                                  |                                                  | Heidi Lovelace et Solo Darling         |                       |                            |                       |              |              |              |              |  |  |        |        |        |        |
|  | Brandi Wine et Malia Hosaka                      |                                                  |                                        |                       |                            |                       |              |              |              |              |  |  |        |        |        |        |
|  |                                                  |                                                  |                                        |                       |                            |                       |              |              |              |              |  |  |        |        |        |        |
|  | Heidi Lovelace et Solo Darling                   | Heidi Lovelace et Solo Darling                   | Tombé                                  | Tombé                 |                            |                       |              |              |              |              |  |  |        |        |        |        |
|  | Heidi Lovelace et Solo Darling                   | Heidi Lovelace et Solo Darling                   | Tombé                                  | Tombé                 | Allysin Kay et Taylor Made |                       |              |              |              |              |  |  |        |        |        |        |
|  |                                                  |                                                  |                                        |                       |                            |                       |              |              |              |              |  |  |        |        |        |        |
|  |                                                  |                                                  | Leva Bates et Mia Yim                  | Leva Bates et Mia Yim | Tombé                      | Tombé                 |              |              |              |              |  |  |        |        |        |        |
|  | Cherry Bomb et Kimber Lee                        |                                                  | Leva Bates et Mia Yim                  | Leva Bates et Mia Yim | Tombé                      | Tombé                 |              |              |              |              |  |  |        |        |        |        |
|  |                                                  |                                                  |                                        |                       |                            |                       |              |              |              |              |  |  |        |        |        |        |
|  | Leva Bates (en) et Mia Yim                       | Leva Bates (en) et Mia Yim                       | Tombé                                  | Tombé                 |                            |                       |              |              |              |              |  |  |        |        |        |        |
|  | Leva Bates (en) et Mia Yim                       | Leva Bates (en) et Mia Yim                       | Tombé                                  | Tombé                 | Leva Bates et Mia Yim      | Leva Bates et Mia Yim | Tombé        | Tombé        |              |              |  |  |        |        |        |        |
|  |                                                  |                                                  |                                        |                       | Leva Bates et Mia Yim      | Leva Bates et Mia Yim | Tombé        | Tombé        |              |              |  |  |        |        |        |        |
|  |                                                  |                                                  | Jessie Belle Smothers et Sassy Stephie |                       |                            |                       |              |              |              |              |  |  |        |        |        |        |
|  | Christina Von Eerie et MsChif (en)               |                                                  |                                        |                       |                            |                       |              |              |              |              |  |  |        |        |        |        |
|  |                                                  |                                                  |                                        |                       |                            |                       |              |              |              |              |  |  |        |        |        |        |
|  | Jessie Belle Smothers (en) et Sassy Stephie (en) | Jessie Belle Smothers (en) et Sassy Stephie (en) | Tombé                                  | Tombé                 |                            |                       |              |              |              |              |  |  |        |        |        |        |
|  | Jessie Belle Smothers (en) et Sassy Stephie (en) | Jessie Belle Smothers (en) et Sassy Stephie (en) | Tombé                                  | Tombé                 |                            |                       |              |              |              |              |  |  |        |        |        |        |
|  |                                                  |                                                  |                                        |                       |                            |                       |              |              |              |              |  |  |        |        |        |        |

| #  | Nom des championnes                      | Nombre de règne | Date              | Durée                      | Lieu                  | Évènement                               | Note | Référence |
| -- | ---------------------------------------- | --------------- | ----------------- | -------------------------- | --------------------- | --------------------------------------- | --- | --------- |
| 1  | Leva Bates (en) et Mia Yim               | 1               | 28 février 2014   | 3 mois et 30 jours         | Ybor City (Floride)   | SHINE 17                                | Remportent un tournoi où elles battent Allysin Kay et Taylor Made en finale.                                                      | [ 1 ]     |
| 2  | Brandi Wine et Malia Hosaka              | 1               | 27 juin 2014      | 8 mois et 7 jours          | Ybor City (Floride)   | SHINE 20                                | | [ 2 ]     |
| 3  | Cherry Bomb et Kimber Lee                | 1               | 6 mars 2015       | 6 mois et 26 jours         | Ybor City (Floride)   | SHINE 25                                | | [ 3 ]     |
| -  | Vacant                                   | 1               | 2 octobre 2015    | 2 mois et 9 jours          |                       |                                         | À la suite d'une blessure de Cherry Bomb.                                                                                         | [ 4 ]     |
| 4  | Jayme Jameson et Marti Belle             | 1               | 11 décembre 2015  | 1 an et 5 jours            | Ybor City (Floride)   | SHINE 31                                | Elles battent Leva Bates et Mia Yim en finale d'un tournoi.                                                                       | [ 5 ]     |
| 5  | Raquel et Santana Garrett                | 1               | 16 décembre 2016  | 4 mois et 26 jours         | Ybor City (Floride)   | SHINE 39                                | | [ 6 ]     |
| 6  | Ivelisse Vélez et Mercedes Martinez      | 1               | 12 mai 2017       | 1 an, 2 mois et 8 jours    | Ybor City (Floride)   | SHINE 42                                | | [ 7 ]     |
| 7  | Holidead et Thunder Rosa                 | 1               | 20 juillet 2018   | 5 mois et 30 jours         | Ybor City (Floride)   | SHINE 52                                | Elles remportent un match à quatre équipes comprenant aussi Aja Perera et Aerial Monroe ainsi que Dementia D’Rose et Kiera Hogan. | [ 8 ]     |
| 8  | Luscious Latasha et Gabby Gilbert        | 1               | 19 janvier 2019   | 8 mois et 2 jours          | New York (New York)   | SHINE 56                                | | [ 9 ]     |
| 9  | Aja Perera et Big Swole (en)             | 1               | 21 septembre 2019 | 3 mois et 28 jours         | New York (New York)   | SHINE 61                                | | [ 10 ]    |
| 10 | Jayme Jameson et Marti Belle             | 2               | 18 janvier 2020   | 1 an et 5 jours            | Fern Park (Floride)   | House show                              | | [ 11 ]    |
| 11 | Kimber Lee (2) et Stormie Lee            | 1               | 23 janvier 2021   | 9 mois et 22 jours         | Port Richey (Floride) | SHINE 66                                | | [ 12 ]    |
| 12 | Allysin Kay et Marti Belle (3)           | 1               | 14 novembre 2011  | 10 ans, 5 mois et 3 jours  | Clearwater (Floride)  | WWN Supershow: Battle Of The Belts 2021 | | [ 13 ]    |
| 13 | Chelsea Durden, Kelsey Raegan et Vipress | 1               | 17 avril 2022     | 2 ans, 10 mois et 25 jours | Clearwater (Floride)  | Shine 75                                | Elles battent Kay et Belle dans un match à handicap.                                                                              | [ 14 ]    |

## Annexe